# Радзивилл, Николай Христофор Сиротка
Импе́рский кня́зь Никола́й Христофо́р (Кши́штоф, Кришто́ф) Радзиви́лл по прозвищу Сиро́тка (пол. Mikołaj Krzysztof Radziwiłł (Sierotka), бел. Мікалай Крыштаф (Кшыштаф) Радзівіл «Сіротка», укр. Миколай-Криштоф Радзивілл «Сирітка» лит. Mikalojus Kristupas Radvila Našlaitėlis; 2 августа 1549, Чмелюв, Свентокшиское воеводство, Польша — 28 февраля 1616, Несвиж) — государственный и военный деятель Великого княжества Литовского из рода Радзивиллов.

## Биография
Первенец канцлера великого литовского и воеводы виленского Николая Чёрного Радзивилла (1515—1565) и графини Эльжбеты Шидловецкой (1533—1562), дочери Кшиштофа.
Согласно легенде, прозвище «Сиротка» Николай Христофор получил в раннем детстве. Якобы однажды король польский Сигизмунд Август встретил в одной из комнат дворца оставленного без присмотра ребёнка, великий князь приласкал ребёнка приговаривая: «Ах, ты мой бедный всеми забытый сиротка!».

Учился в протестантской гимназии, основанной его отцом князем Николаем Радзивиллом «Чёрным». 
В июле 1563 года Сиротку отправили учиться за границу. Посетив несколько немецких городов, в августе прибыл в Страсбург и начал обучение в местной протестантской гимназии. В 1564 году он покинул город из-за начавшейся эпидемии и перешёл в Тюбингенский университет по приглашению вюртембергского герцога Кристофа. Параллельно с учёбой Николай выполнял поручения отца: присылал ему сведения о религиозных спорах в Западной Европе, посетил швейцарского реформатора Генриха Буллингера, распространял в Германии информацию о ходе Ливонской войны. Был принят в рыцари мальтийского ордена.
После получения известий о смерти отца вернулся в Великое княжество Литовское, откуда отправился в путешествие по Европе (такова была последняя воля его отца). В начале 1567 года Николай вернулся на родину; его признали совершеннолетним и передали владения отца. Для продолжения Ливонской войны он выставил крупный отряд в 539 гусар и 386 пехотинцев. Находился в лагере гетмана великого литовского Григория Ходкевича, участвовал в осаде замка в Улле.
В 1569 году долгое время отказывался приносить присягу за имения в Подляшье, оказавшиеся на территории Польского королевства и, таким образом, признать Люблинскую унию, но под угрозой потери этих имений присягнул королю, а 1 июля подписал и акт унии.
20 июня ему была дарована должность маршалка надворного Литовского. Вскоре Сиротка сблизился с королём и выполнял его личные поручения вплоть до самой смерти.
В 1572 году Сиротка вместе с Яном Ходкевичем вступил в переговоры с папским легатом Коммендони. Тот продвигал кандидатуру Эрнеста Габсбурга в правители Речи Посполитой (Сигизмунд Август не оставил детей), используя распространённое в Великом княжестве Литовском недовольство потерей территорий в пользу Польши. Однако переговоры с представителями Максимилиана II зашли в тупик. После того, как новым правителем был избран Генрих Валуа, Сиротка оказался в составе посольства из 13 человек, которое должно было встретить избранного короля в Париже. Николай планировал опередить послов от Польши и не допустить подписания Генрихом документов, подтверждавших, в частности, переход западных и южных земель Великого княжества Литовского в состав Польского королевства. Когда король подписал pacta conventa, познанский епископ Адам Конарский выступил против пункта Варшавской конфедерации о веротерпимости в Речи Посполитой, и Радзивилл был одним из двух людей, поддержавших его. Впоследствии сопровождал короля, участвовал в коронации. Всё недолгое правление Генриха провёл в Кракове. Когда король сбежал, Николай участвовал в погоне за ним.
В 1574—1575 годах активно агитировал за кандидатуру Эрнеста Габсбурга в правители Речи Посполитой. Сиротка убеждал Максимилиана II в необходимости вооружённого вмешательства: по его мнению, только так Габсбурги могли занять трон. В конце 1575 года, однако, Николай сильно заболел и не участвовал в выборном сейме. В 1575 году он дал обет совершить паломничество в Святую Землю как только ему позволит здоровье. Считается, что Николай был болен подагрой и неким венерическим заболеванием. В 1577 году подписал письмо с предложением начать мирные переговоры с Московским государством, но уже в 1578 году выставил 700 всадников для участия в походе Стефана Батория. Во время осады Полоцка был тяжело ранен в глаз и лоб. За участие в войне 25 октября 1579 года получил должность маршалка Великого княжества Литовского. В 1580 году Николай покинул лагерь Стефана Батория и направился на лечение в Италию. Планировал начать паломничество в Иерусалим, но затем передумал, и 9 июля 1581 года вернулся в королевский лагерь и принял участие в неудачной осаде Пскова. Раскритиковал организацию осады и подготовку войск, после чего уехал.
По возвращении из путешествия по Ближнему Востоку (1583—1584), в ходе которого он посетил Крит, Кипр, Сирию, Палестину и Египет, начал широкое строительство в Несвиже: был возведён каменный замок на месте прежнего деревянного, в самом городе были построены иезуитский, бенедиктинский, доминиканский монастыри, а также ратуша и городские строения, сохранившиеся до наших дней. Для этих и других работ был приглашён итальянский архитектор Дж. Бернардони. Вёл активную борьбу против реформационного движения.
В 1586 году отказался от должности великого маршалка Великого княжества Литовского в пользу своего брата Альбрехта и получил должность трокского каштеляна, в 1590 году назначен трокским воеводой, а в 1604-м — виленским воеводой.
В 1599 году переработал свой дневник путешествия по Ближнему Востоку и издал его в 1601 году под названием «Перегринация». Книга выдержала не менее 19 изданий на польском, немецком, латинском, русском языках.
Один из крупнейших землевладельцев Великого княжества Литовского. В 1586 году основал Несвижскую ординацию, первый несвижский ординат. По его ходатайству Стефан Баторий пожаловал Несвижу Магдебургское право.
В Несвижской типографии по его заказу выполнял гравюры и рисунки известный художник Томаш Маковский, составивший, в частности, по его указаниям в 1613 году подробную карту Великого княжества Литовского.

## Религиозная деятельность
Спустя год после смерти отца-кальвиниста, Николай Сиротка в конце 1566 года перешёл из кальвинизма в католичество. Католицизм стал основой его мировоззрения под влиянием папского нунция кардинала Джованни-Франческо Коммендони и иезуитского проповедника Петра Скарги, а также после встречи с папой римским Пием V. Некоторое время Сиротка держал свой переход в секрете, поскольку его опекуном был активный протестант Николай Радзивилл Рыжий.
В 1574 году обратился к активной контрреформационной деятельности, хотя ранее терпимо относился к действующим на его землях протестантским сборам, объясняя это уважением к дяде и к памяти отца (оба были протестантами). Начал приглашать в свои владения ксендзов, а на месте протестантских сборов открывал католические костёлы. В этом же году по согласованию с Римом убедил своего брата Юрия (Ежи) перейти в католицизм, после чего его сразу же назначили Виленским коадъютором. Всего через пять лет после перехода в католицизм Юрий занял пост виленского епископа, а уже в 1584 году был возведён в кардиналы.
В 1578 году Николай Радзивилл-Сиротка уведомил папу Григория XIII о своем желании посетить Святую землю. Однако только в 1582 году выехал из Несвижа в Италию, перезимовал в Венеции, откуда 16 апреля 1583 года на венецианском торговом корабле отплыл на Восток. На Кипре пересел на другой корабль, доплыл до Триполи, и 25 июня добрался до Иерусалима. В Палестине Николай пробыл две недели, посетил все основные достопримечательности и святые места, подарил золотые и серебряные вещи церквям, пообещал иерусалимским бернардинцам 125 дукатов ежегодно, а также вступил в Орден Святого Гроба Господнего Иерусалимского. Оттуда Николай переправился в Египет, где пробыл два месяца, осмотрел пирамиды и прочие достопримечательности. Пытался вывезти из Египта на Крит две мумии, но выбросил их в море во время шторма. 10 февраля 1584 года на Крите сел на венецианскую галеру, на которой добрался до Италии. 2 июля 1584 года вернулся в Несвиж.
В акте пожертвования на костел в Чернавчицах (от 17 октября 1588 года) он напишет: «Если благодать Господа освятила нас единством веры католической, то первая наша мысль и самое большое стремление, чтобы умножение веры укреплялось, строить костёлы, насколько хватит для этого сил». Величественный костел Святой Троицы в Чернавчицах, построенный в 1588—1595 годах, расположен в 15 километрах от Бреста. Это один из примеров храма оборонного типа. При обследовании фронтона в 2010 году, были найдены две круглые замурованные бойницы для дальнего боя и две вертикальные щелевидные бойницы. Все они очень хорошо были скрыты от внешнего наблюдения с помощью специальных «ниш».
Во время заключения Брестской церковной унии Сиротка вместе со Львом Сапегой участвовали в соборе в качестве королевских комиссаров. Папа римский Климент VIII в своем письме просил Радзивилла посодействовать заключению унии, и состоялось это событие 9 октября 1596 года. Отношение к протестантам у Николая Криштофа было резко негативное. Он поощрял сожжение Брестской Библии, изданной Радзивиллом-старшим, отцовскую типографию подарил иезуитам. Закрыл протестантские школы и сборы, выгнал кальвинистов со своих постов.

## Владения
«Попис войска литовского 1567 года» отражает следующие владения князя Николая Сиротки:
«Воеводич Виленский. Месяца ноябра 20 дня. Пан Миколай Криштоф Радивил з Олыки и Несвижа, кграбя на Шидловцу, ставил почту з ыменей своих — з Несвижа и з волостей, ку Несвижу прислухаючих, з Липска, з Лафы, з Шацка, з Клецка, з Городка, з Лебедева, з Дунилович, з Дубров и Недрезки, з Кгеранойн, з Лоздун, з Негневич, з Налибоков, з Узды, з Сенежич, з Олыки, з Радивилова, з Ыванчич, з Яблоней, з Озлимич, з Морд, з Голубли, з Свядосеи, з Сол, з Дусят, з Кревин, з Богушок, з Высокна, з Жомойток, з Возкгилишок, з Мусник, з Будивидишок, з Болоши, з Ворнян; с тых всих имений ставил всего почту коней пятьсот тридцать деветь збройно по гусарску — с тар., з др.. При том почте ставил его милость драбов пеших триста осмдесят шесть и ознаймил то, иж с повинности драбей 350 а на ласку гоподарску драбей 36».

## Память
В 1594 году ученик Виленской иезуистской коллегии Грегор Ларсен, более известный под греческим псевдонимом Барастус, издает панегерическую поэму, посвященную Николаю Христофору Радзивиллу Сиротке: «Panegyrica illustris: mo domino D. Nicolao Christophoro Radzivilo … post auspicatissimo initium Vilnae Palatinatum…» (Vilna, 1594).
Из Египта Сиротка привез секрет бальзамирования. В своих путевых дневниках магнат Беларуси довольно точно описывает внешний вид мумий. Благодаря бальзамированию, все тела Радзивиллов, что были погребены до XIX века, сохранились в специальной крипте (гробнице). Потом секрет, передававшийся по наследству, был утерян, и бальзамирование уже не проводили.
Основатель крипты и первый в ней погребенный Радзивилл Сиротка установил два правила, которые никто не должен был нарушать. Первое: в крипте должны покоиться только Радзивиллы (хотя сам же его и нарушил — у его ног саркофаг преданного слуги). Второе: все Радзивиллы погребаются в простой одежде, без украшений. Возможно, благодаря этому обряду крипта сохранилась до наших дней и не была разграблена.
Согласно завещанию, похоронили Николая Христофора в одежде пилигрима в иезуитском костеле в Несвиже. «Все добро отечества с этим человеком в гроб ушло», — напишет своим детям после похорон Ян Ходкевич. Сиротка сам придумал эпитафию себе на памятник: «Перед лицом смерти каждый не рыцарь, а только путешественник».

## Семья
24 ноября 1584 года женился на княжне Эльжбете Евфимии Вишневецкой (1569—1596), дочери воеводы волынского и старосты луцкого, князя Андрея Ивановича Вишневецкого (ок. 1528—1584) и Евфимии Юрьевны Вержбицкой (1539—1589), от брака с которой имел 6 сыновей и 3 дочери:
- Эльжбета Радзивилл (1585—1618), 1-й муж с 1603 года воевода люблинский Габриель Тенчинский (1572—1617), 2-й муж воевода витебский Кшиштоф Кишка
- Ян Ежи Радзивилл (1588—1625), ординат несвижский, каштелян трокский
- Альбрехт Владислав Радзивилл (1589—1636), ординат несвижский, каштелян трокский и виленский
- Кшиштоф Николай Радзивилл (1590—1607)
- Николай Радзивилл (1587—1588)
- Жигимонт Кароль Радзивилл (1591—1642), ординат несвижский, воевода новогрудский
- Катажина Радзивилл (1593—1600)
- Кристина Радзивилл (1593—1599)
- Александр Людвик Радзивилл (1594—1654), ординат несвижский, маршалок великий литовский и воевода полоцкий